# .se
.se是瑞典的國碼頂級網域名稱。此頂級域名由.SE（基建網絡基金，Stiftelsen för Internetinfrastruktur）營運。

## 2003年前
2003年4月之前，.se頂級域名下的域名受嚴格管制，只有已經在國內註冊的組織或法定機構才有權註冊域名，而域名也必須跟註冊名稱相近。個人商品──儘管是註冊商標──不符合註冊個別域名的資格。個人（只）可以註冊1個以.pp.se為後綴的域名──pp是「privatperson」（私人）的簡寫，而只在其中一個省註冊的公司或團體則有權註冊以<省代碼>.se為後綴的域名。
由於瑞典語其中3個字母：å、ä和ö受技術限制，註冊域名時只能以a或o代替。哈布市镇（Habo）和霍布市镇（Håbo）就曾為了habo.se的使用權而對簿公堂，最終由較先登記的霍布市镇勝出，哈布市镇則改用www.habokommun.se的域名。

## 2003年後
在新制度下，任何人和實體都可以任意註冊域名，但仍須受少量限制。只要一個.se域名未被註冊、也不在.SE的禁止或保留名單內，就可以註冊。與此同時，域名分配改用「先到先得」原則，紛爭也採用更簡單的解決方案。禁止註冊域名大致分為以下幾類：省代碼、測試用域名、誤導、第二層域名、次級域名、與瑞典法律相關、國家名、只有數字、與宮廷相關。
截至2003年10月，.SE使用punycode技術，開始以接受國際化域名的登記，支援å、ä、ö、ü和é五個字母。2007年9月，.SE接受的字母增至250個，支援5種北歐語言──瑞典語、丹麥語、法羅語、冰島語、挪威語──和5種受法律認可的少數族裔語言──芬蘭語、梅安语、薩米語、羅姆語和意第緒語──的字母。
.se是首個提供DNSSEC服務的頂級域名，是以OpenDNSSEC而做的。

## 外部連結
- Stiftelsen för Internetinfrastruktur（页面存档备份，存于）